# Metallitotuus
Metalitotuus è l'album di debutto del gruppo musicale finlandese Teräsbetoni pubblicato il 6 aprile 2005.

## Tracce
1. Teräsbetoni – 5:54
2. Älä kerro meille – 3:29
3. Taivas lyö tulta – 3:21
4. Vahva kuin metalli – 3:02
5. Silmä silmästä – 3:41
6. Metallisydän – 5:27
7. Orjatar – 3:11
8. Tuonelaan – 3:33
9. Metalitotuus – 4:30
10. Voittamaton – 3:50
11. Teräksen varjo – 4:32
12. Maljanne nostakaa – 6:05

## Formazione
- Jarkko Ahola – voce, basso
- Arto Järvinen – chitarra, cori
- Viljo Rantanen – chitarra
- Jari Kuokkanen – batteria